# Konj za preskok
Konj za preskok gimnastičarska je sprava na kojoj se izvodi preskok.
Ta sprava trebala je imitirati konja. Nekad se za Preskok koristio konj sa hvataljkama, kojem bi se uklonile hvataljke. 
Kasnije je korištena cilindrična forma izrađena baš za preskok.

## Karakteristike
Tradicionalni konj za preskoke sastoji se od trupa dugog 160-163 cm, širokog 35 cm u koji su ugrađene opruge, da mu povećava elastičnost, i metalnih nogu- nosača (stupovi). Trup se sastoji iz dva dijela, a presvučen je kožom.
Gimnastičarke preskaču konja visokog 120 cm, postavljenog po širini, a gimnastičari po dužini, konja visokog 135 cm.
Svaki preskok počinje zaletom s trake maksimalno duge 25 metara, zatim se naskače na odskočnu dasku visoku 20 cm, odskače (s ili bez rondata) s daske sa skupljenim nogama u salto te se odgurne objema rukama od konja (žene) ili samo jednom rukom (muškarci).  
Preskok mora demonstrirati čist i snažan pokret kombiniran s visinom i dužinom s jednom ili više rotacija, premeta i salta te završiti sa kontroliranim doskokom. Kriteriji za ocjenjivanje su: kontrola nad tijelom u fazi leta i nad doskokom. 
Mogu se izvoditi različiti trikovi, kao što je preskok s raširenim ili skupljenim nogama ili savijenim u čučanj.
Međunarodna gimnastičarska federacija je 2001. odlučila da se stari konj za preskok zamjeni novim, sa zakrivljenom prednjom stranom, jer njegov dizajn pruža veću sigurnost gimnastičarima. Nova sprava za preskok koja više liči na stol nego na konja, korištena je prvi put na Svjetskom gimnastičarskom prvenstvu u belgijskom Gentu. Ona je visoka 125 cm, široka 95 cm i duga 120 cm, i ne samo da pruža veću sigurnost, već omogućuje gimnastičarima da se jače odraze i bolje izvedu tehnički teške i komplicirane elemenate sa složenim rotacijama.

## Povijest
Preskok za muškarce je olimpijska disciplina u gimnastici još od prvih modernih Olimpijskih igara 1896. A žene su se prvi put natjecale na Olimpijskim igarama 1952.